# Mount Fordell
Mount Fordell är ett berg i Antarktis. Det ligger i Västantarktis. Chile gör anspråk på området. Toppen på Mount Fordell är 1 670 meter över havet.
Terrängen runt Mount Fordell är varierad. Mount Fordell är den högsta punkten i trakten. Trakten är glest befolkad. Närmaste befolkade plats är Arturo Parodi Station, 15,7 kilometer öster om Fordell.